# NGC 5955
NGC 5955 је спирална галаксија у сазвежђу Змија која се налази на NGC листи објеката дубоког неба.
Деклинација објекта је + 5° 3' 48" а ректасцензија 15h 35m 12,4s. Привидна величина (магнитуда) објекта NGC 5955 износи 14,9 а фотографска магнитуда 15,7. NGC 5955 је још познат и под ознакама MCG 1-40-6, CGCG 50-31, NPM1G +05.0473, PGC 55510.